# ارل هیندمن

ارل هیندمن (انگلیسی: Earl Hindman; زاده ۲۰ اکتبر ۱۹۴۲ – درگذشته ۲۹ دسامبر ۲۰۰۳) یک هنرپیشه، و بازیگر سینما اهل ایالات متحده آمریکا بود. وی بین سال‌های ۱۹۶۸ تا ۲۰۰۳ میلادی فعالیت می‌کرد.

## گزیده فیلمشناسی
از فیلم‌ها یا برنامه‌های تلویزیونی که وی در آن نقش داشته‌است می‌توان به آثار زیر اشاره کرد.
- نمای پارالاکس (۱۹۷۴)
- شیپور خاموشی (۱۹۸۱)
- سیلورادو (۱۹۸۵)
- سه مرد و یک نوزاد (۱۹۸۷)